# Karyogamie
Karyogamie (kernversmelting, kernfusie) is de samensmelting van de mannelijke en de vrouwelijke celkern bij de bevruchting. Hierbij komen de homologe chromosomen bij elkaar. Uitgaande van twee haploïde celkernen ontstaat dus een diploïde celkern.
Bij sommige schimmels, de Dikaryomycota, heeft de karyogamie een ander verloop. Zo komt het bij de zakjeszwammen en basidiomyceten na de plasmogamie (versmelting van de twee cellen) niet direct tot de karyogamie, maar ontwikkelt zich een dikaryotisch mycelium (bij zakjeszwammen een dikaryotische schimmeldraad), waarbij elke cel twee celkernen heeft. Pas bij de rijping van het vruchtlichaam komt karyogamie in de asci, teleutosporen respectievelijk basidiën tot stand.